# Balsac, Aveyron
Balsac är en kommun i departementet Aveyron i regionen Occitanien i södra Frankrike. Kommunen ligger  i kantonen Marcillac-Vallon som ligger i arrondissementet Rodez. År 2017 hade Balsac 631 invånare.

## Befolkningsutveckling
Antalet invånare i kommunen Balsac
Referens: INSEE